# Трелони, Эдвард Джон
Эдвард Джон Трелони (англ. Edward John Trelawny; 13 ноября 1792 — 13 августа 1881) — английский мемуарист, известный прежде всего своей дружбой с английскими поэтами Байроном и Шелли.

## Биография
После несчастного из-за напряжённых отношений с отцом детства Трелони поступил в британский морской флот, когда ему едва исполнилось 13 лет, и примерно до девятнадцатилетнего возраста служил на различных кораблях, в том числе в Индийском океане. Вернувшись в Англию в 1812 году, он неудачно женился и после длительного бракоразводного процесса, разочарованный жизнью, в 1820 году уехал в Швейцарию, а затем и в Италию, где в 1822 году познакомился с Шелли и Байроном через посредство друга Шелли Эдварда Уильямса, также в прошлом моряка. Трелони восхищался произведениями обоих, а поэты-романтики заинтересовались им как воплощением романтической личности, чему немало способствовали рассказы Трелони о своей моряцкой юности (по-видимому, несколько преувеличенные). Байрон нанял Трелони капитаном своей яхты, называвшейся «Боливар». После того, как Шелли в июле того же года утонул, Трелони занимался опознанием его тела и организацией похорон.
В 1823 г. Трелони вместе с Байроном отправился в Грецию, углубившись на территорию страны гораздо дальше, чем его знаменитый друг. Он присоединился к вооружённым формированиям Одиссеаса Андруцоса, женился на его родственнице и прилагал много усилий к тому, чтобы обеспечить Андруцосу более эффективную британскую поддержку, однако в этом не преуспел. После смерти Байрона в 1824 году Трелони, по его собственными утверждениям, также занимался организацией похоронных мероприятий. В 1828 году он в конце концов вернулся в Англию, затем поселился в Италии и начал работать над автобиографической книгой «Приключения младшего сына» (англ. Adventures of a Younger Son), которая была издана в 1831 году; по мнению современных исследователей, эта книга по большей части представляет собой вымысел.

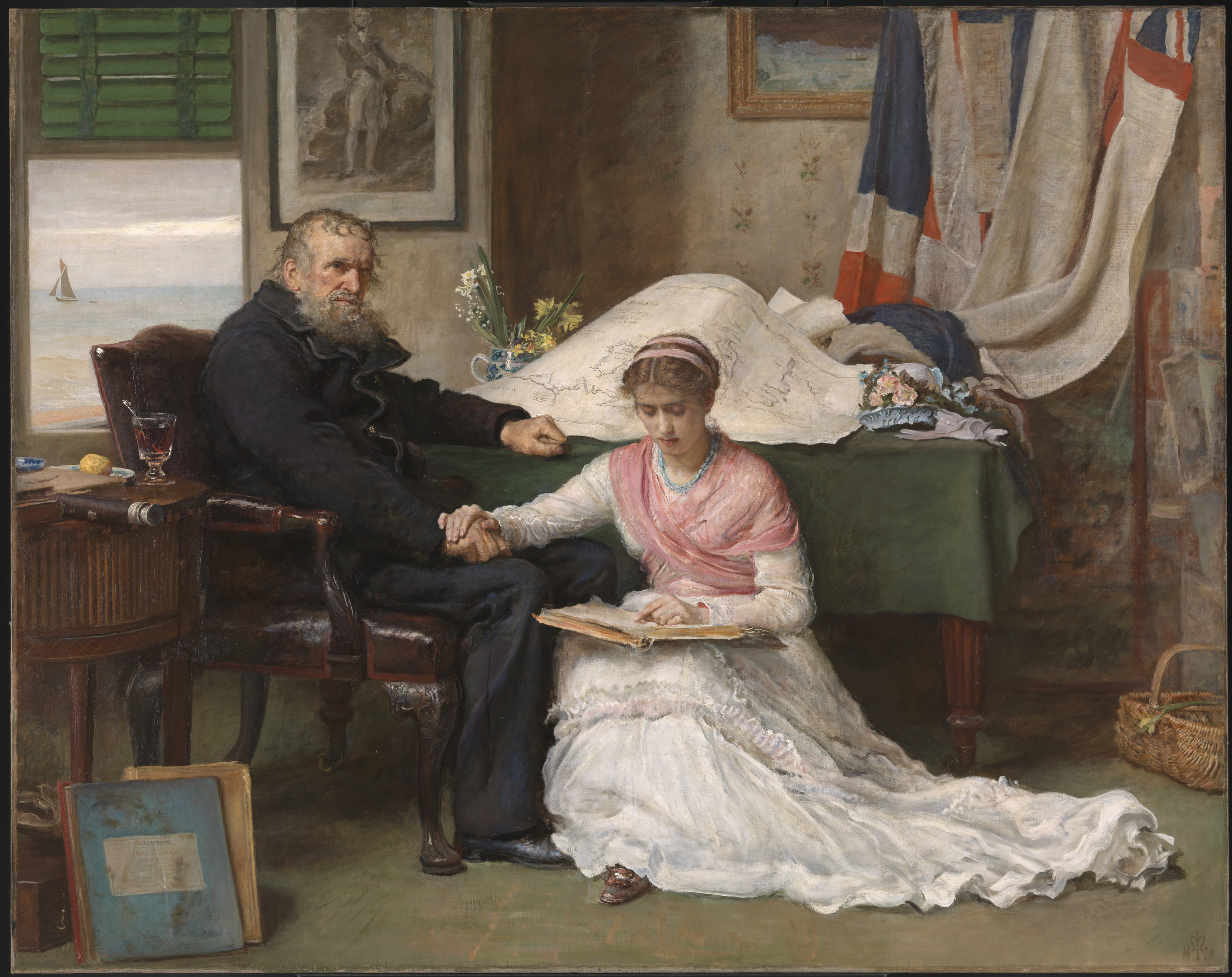
Джон Эверетт Милле. «Северо-Западный проход» (1874)

В 1833—1834 гг. Трелони предпринял путешествие в США, затем некоторое время жил в Лондоне, участвуя в интеллектуально-политических дискуссиях и публикуя рассказы из жизни пиратов. В 1840-50-е гг. он жил по преимуществу в уединении в сельской местности, вместе с третьей женой. К концу 1850-х гг. Трелони завершил работу над книгой «Воспоминания о последних днях Шелли и Байрона» (англ. Recollections of the Last Days of Shelley and Byron; 1858), получившей широкую популярность в кругах прерафаэлитов; её второе издание вышло под редакцией Данте Габриэля Россетти. В 1874 г. Трелони позировал Джону Эверетту Милле для картины «Северо-Западный проход».